# کوشستون
کوشستون (به انگلیسی: Cosheston) یک منطقهٔ مسکونی در بریتانیا است که در پمبروکشر واقع شده‌است. کوشستون ۸۲۸ نفر جمعیت دارد.